# Étables-sur-Mer
Étables-sur-Mer [etabl syʁ mɛʁ] est une ancienne commune française située dans la baie de Saint-Brieuc dans le département des Côtes-d'Armor en région Bretagne. Depuis le 1er mars 2016 elle est une commune déléguée au sein de la commune nouvelle de Binic-Étables-sur-Mer et fait part du pays historique du Goëlo.

## Géographie
Étables-sur-Mer fait partie du littoral de la Côte du Goëlo, entre Binic et Saint-Quay-Portrieux.
Une localisation plus générale situe Étables-sur-Mer entre Saint-Brieuc et Paimpol. La commune fait partie de Saint Brieuc Armor Agglomération.

## Toponymie
Le nom de la localité et attesté sous les formes Stabulis et Establa en 1202 ; francisation du breton Staol, Estable en 1206, de Stabulis en 1232, 1260, 1296 et en 1307, Estable en 1420, 1486, en 1490 et au XVIIIe siècle, Estables en 1717 et Etables dès 1725. 
Étables-sur-Mer s'appelait autrefois Étables-les-Grottes, en référence aux diverses grottes que l'on peut trouver dans le granit en bord de mer.

Le nom est devenu Étables-sur-Mer par décret du 14 mai 1949.
Le nom en breton de la commune est Staol, ou Klerg Staol. Il vient du latin stabulum qui signifie « hôtellerie ».
Etabe en gallo.

## Histoire

### Moyen Âge
Étables-sur-Mer existe comme paroisse depuis 1202. Elle dépend de l'abbaye de Beauport entre 1202 et la Révolution française.

### Révolution française
Étables devient une municipalité en 1790.

### Époque contemporaine

#### Naissance de la station balnéaire
En 1891 la population d'Étables est de 2431 habitants répartie dans de nombreux villages. Bien qu'elle compte plusieurs marins seuls 13 habitants vivent près de la mer, à La Grêve. Si le tourisme en Bretagne commence à se développer depuis quelques décennies, entre Saint-Brieuc et Saint-Quay, il faut attendre 1890 et le "Grand train" Paris-Saint-Brieuc. Les débuts de la station balnéaire sont à associer à un riche industriel versaillais, Oscar Legris, qui a fait fortune grâce à ses sachets de teinture pour textile "La Kabiline". En 1897 Oscar Legris rencontre Jean-Marie Heurtel, le nouveau maire d'Étables, et un projet de station balnéaire à la plage de Godelin prend forme. En 1905, malgré l'opposition de nombreux propriétaires et cultivateurs, l'aménagement de la plage et des accès sont réalisés et Oscar Legris fait construire : - sa villa "La Persévéranza" (aujourd'hui château Legris); - dix-sept villas mises en location (avenue Victoria, prénom de son épouse); - un quai au Van Burel pour les canots à moteur et sur la plage de Godelin. Il fonde également une société de bain de mer dotée d'un ensemble de bains chauds (eau de mer chauffée au bois) et de 91 cabines (reprise par la commune en 1961).

#### Guerres du XXe siècle
Le monument aux Morts porte les noms de 136 soldats morts pour la Patrie :
- 101 sont morts durant la Première Guerre mondiale.
- 33 sont morts durant la Seconde Guerre mondiale.
- 1 est mort durant la guerre d'Algérie.
- 1 est mort  durant la guerre d'Indochine.

30 marins d'Étables auront péri en mer lors des deux conflits mondiaux.
Le 21 juin 1944 les instituteurs André Lefebvre et Marcel Leroy, qui se dirigeaient à bicyclette vers Lanloup pour une mission de résistance furent tués par les Allemands, le premier à Plouézec, le second à l'Épine-Halle en Étables, après avoir été torturés.
Né en 1925 à Étables-sur-Mer, Pierre Le Cornec était étudiant au lycée Anatole Le Braz. Avec trois autres camarades du lycée (Georges Geffroy, Pierre Jouany et Yves Salaün), il tenta de dérober par la force à un soldat allemand une sacoche contenant des documents. L'affaire tourna mal et il fut contraint de l'abattre. Après dénonciation, les quatre lycéens furent arrêtés et affreusement torturés. Ils furent fusillés le 21 février 1944 au Mont-Valérien. Pierre Le Cornec avait 19 ans.

### XXIesiècle
Le 2 février 2016, les conseils municipaux des communes d'Étables-sur-Mer et de Binic votent la fusion des deux communes,. Par un arrêté préfectoral du 18 février, elle devient effective le 1er mars 2016.

## Politique et administration

### Liste des maires
| Période                                  | Période                    | Identité                       | Étiquette           | Qualité |
| ---------------------------------------- | -------------------------- | ------------------------------ | ------------------- | --- |
| Les données manquantes sont à compléter. |                            |                                |                     | |
| 1882                                     | 1883                       | Jean-Marie Heurtel (1852-1932) | Républicain         | Négociant en vin |
| Les données manquantes sont à compléter. |                            |                                |                     | |
| 1892                                     | septembre 1932 (décès)     | Jean-Marie Heurtel (1852-1932) | Républicain puis RG | Négociant en vin Conseiller général d'Étables-sur-Mer (1913 → 1931) Conseiller d'arrondissement (1892 → 1904 et 1910 → 1928)       |
| 1932                                     | mars 1959                  | Jérôme Camard                  |                     | Entrepreneur du bâtiment |
| mars 1959                                | mars 1971                  | Marcel Nectar                  |                     | Électricien |
| mars 1971                                | 3 mai 1973 (décès)         | Jean de Kersaint-Gilly         |                     | Directeur de sociétés commerciales                                                                                                 |
| 1973                                     | mars 1977                  | Émile Geffroy                  |                     | Restaurateur, maire honoraire |
| mars 1977                                | 22 mars 2001               | Marcel Ollitrault (1937-2021)  | UDF-CDS             | Ingénieur agricole retraité, maire honoraire Conseiller général d'Étables-sur-Mer (1977 → 1998) Président du District du Sud Goëlo |
| 22 mars 2001                             | 21 mars 2008               | Pierre Le Cornoux              | DVD                 | Général retraité |
| 21 mars 2008                             | 5 octobre 2011 (démission) | Marcel Pincemin                | DVG                 | Ingénieur commercial export retraité                                                                                               |
| 25 novembre 2011                         | 29 février 2016            | Gérard Losq                    | DVG                 | Ingénieur, ancien premier adjoint                                                                                                  |

| Période        | Période        | Identité         | Étiquette | Qualité   |
| -------------- | -------------- | ---------------- | --------- | --------- |
| 1er mars 2016  | 4 juillet 2020 | Gérard Losq      | DVG       | Ingénieur |
| 4 juillet 2020 | En cours       | Gilbert Bertrand |           | Ingénieur |

## Démographie
| 1793  | 1800  | 1806  | 1821  | 1831  | 1836  | 1841  | 1846  | 1851  |
| ----- | ----- | ----- | ----- | ----- | ----- | ----- | ----- | ----- |
| 4 017 | 4 083 | 3 963 | 4 104 | 3 004 | 2 986 | 3 088 | 3 075 | 2 852 |

| 1856  | 1861  | 1866  | 1872  | 1876  | 1881  | 1886  | 1891  | 1896  |
| ----- | ----- | ----- | ----- | ----- | ----- | ----- | ----- | ----- |
| 2 920 | 2 972 | 2 961 | 2 205 | 2 511 | 2 221 | 2 379 | 2 431 | 2 123 |

| 1901  | 1906  | 1911  | 1921  | 1926  | 1931  | 1936  | 1946  | 1954  |
| ----- | ----- | ----- | ----- | ----- | ----- | ----- | ----- | ----- |
| 2 127 | 2 146 | 2 159 | 1 972 | 1 996 | 1 989 | 2 077 | 2 385 | 2 193 |

| 1962  | 1968  | 1975  | 1982  | 1990  | 1999  | 2007  | 2012  | 2014  |
| ----- | ----- | ----- | ----- | ----- | ----- | ----- | ----- | ----- |
| 1 980 | 1 954 | 2 041 | 2 039 | 2 121 | 2 514 | 2 920 | 3 009 | 3 032 |

## Lieux et monuments

### Édifices religieux
- Église Saint-Jean-Baptiste.
- Calvaire de la rue Louais, classé monument historique en 1918.

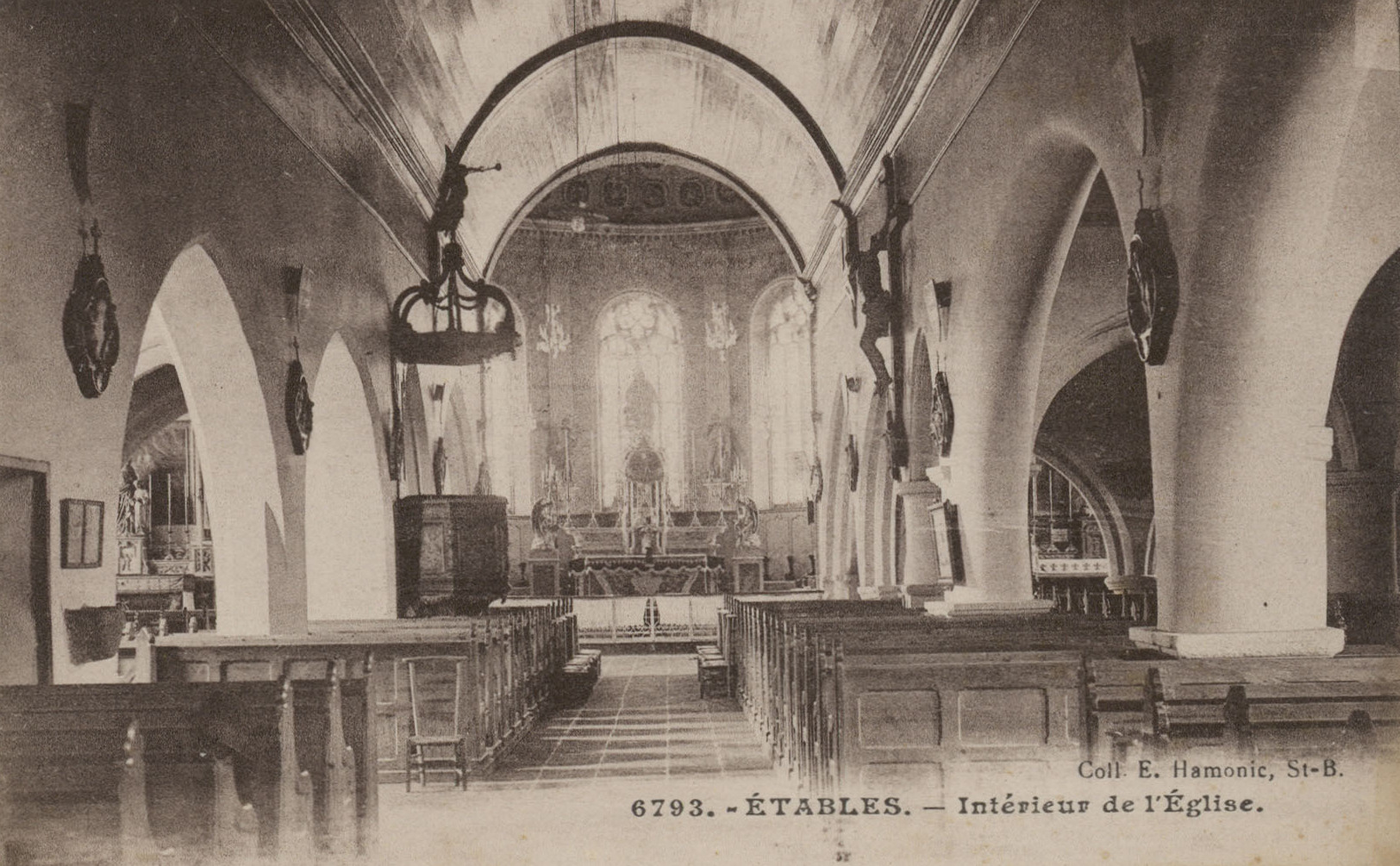
Intérieur de l'église Saint-Jean-Baptiste.
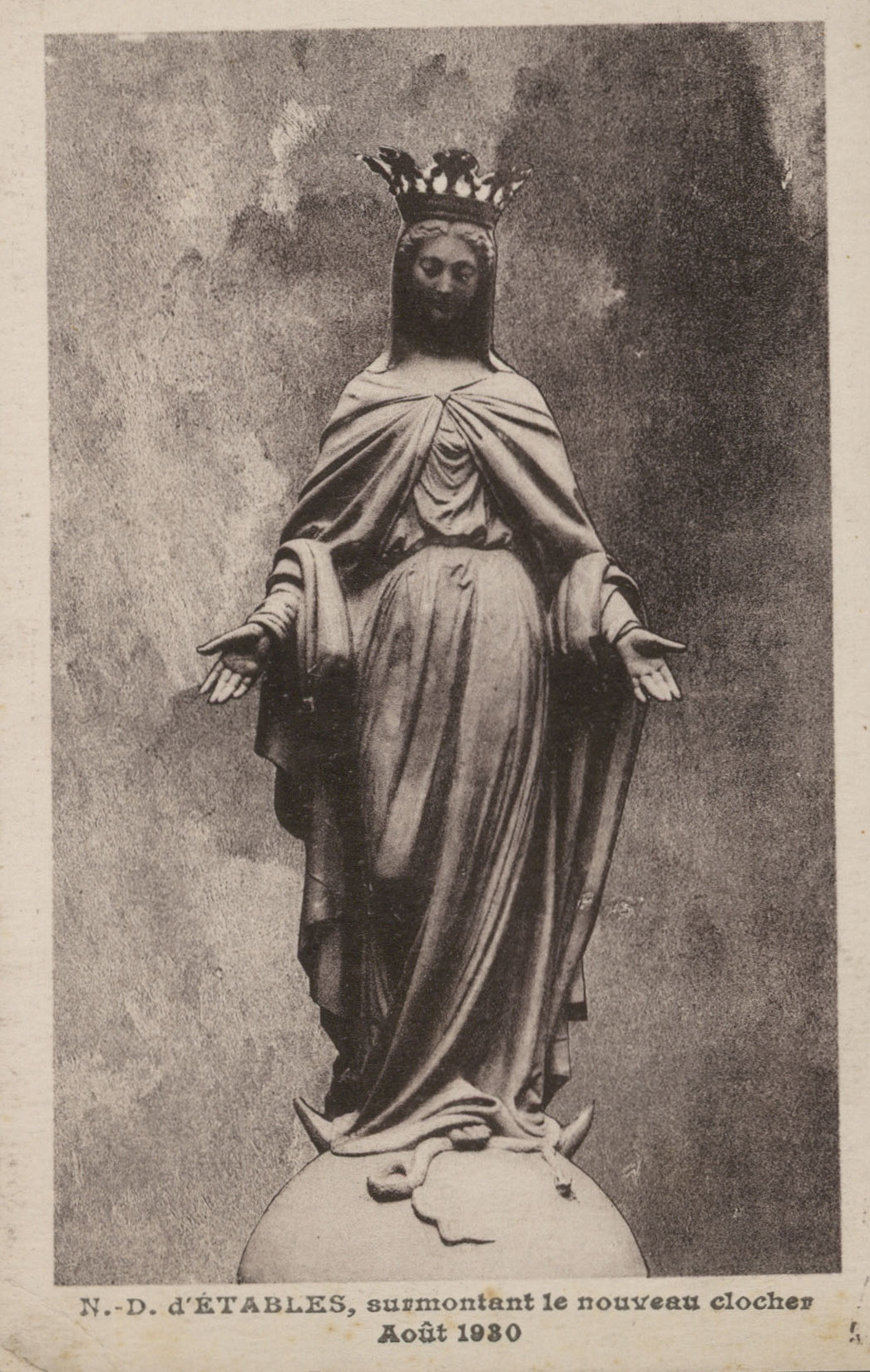
Statue de Notre-Dame d'Étables surmontant le nouveau clocher.
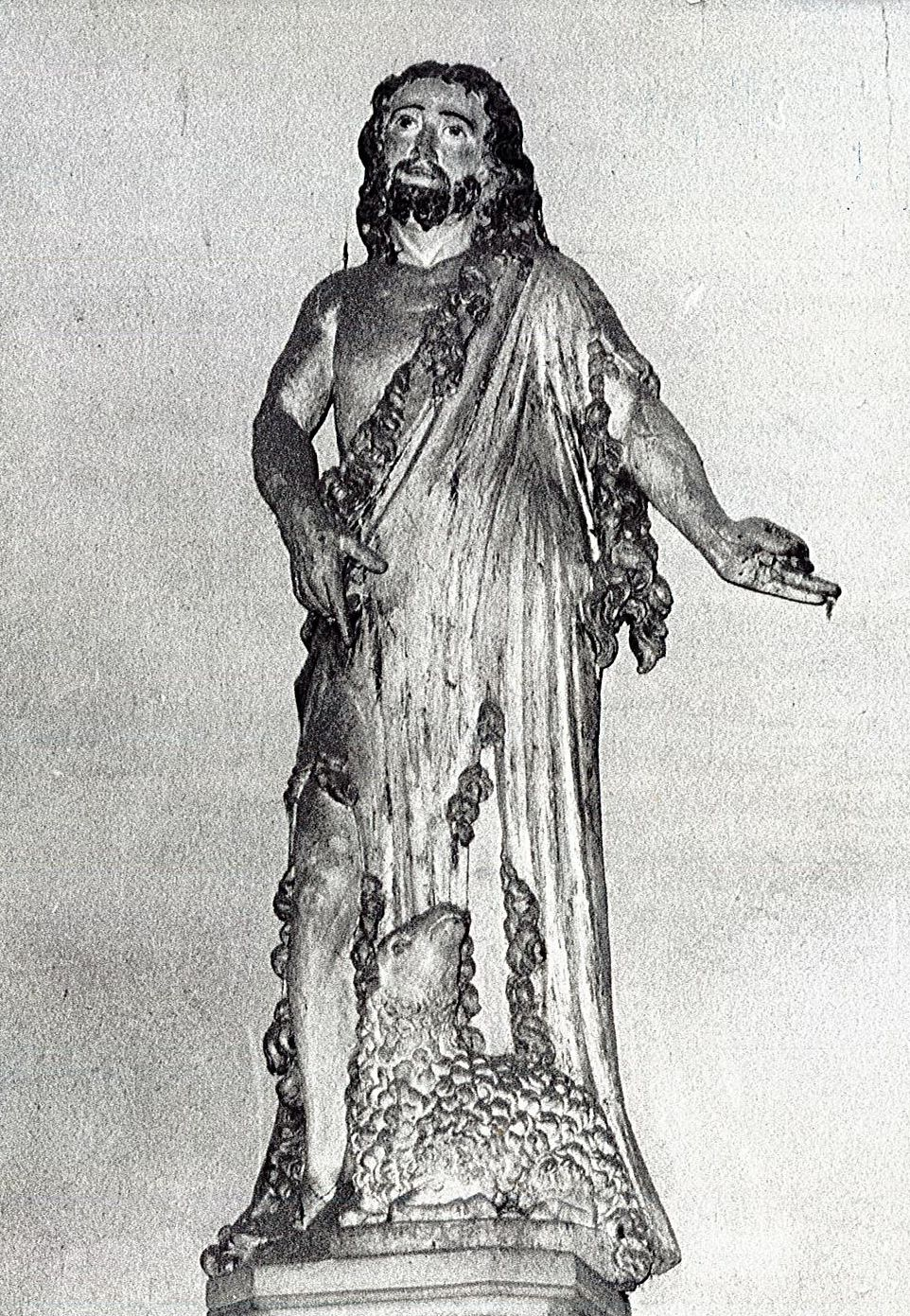
Statue de saint-Jean-Baptiste.
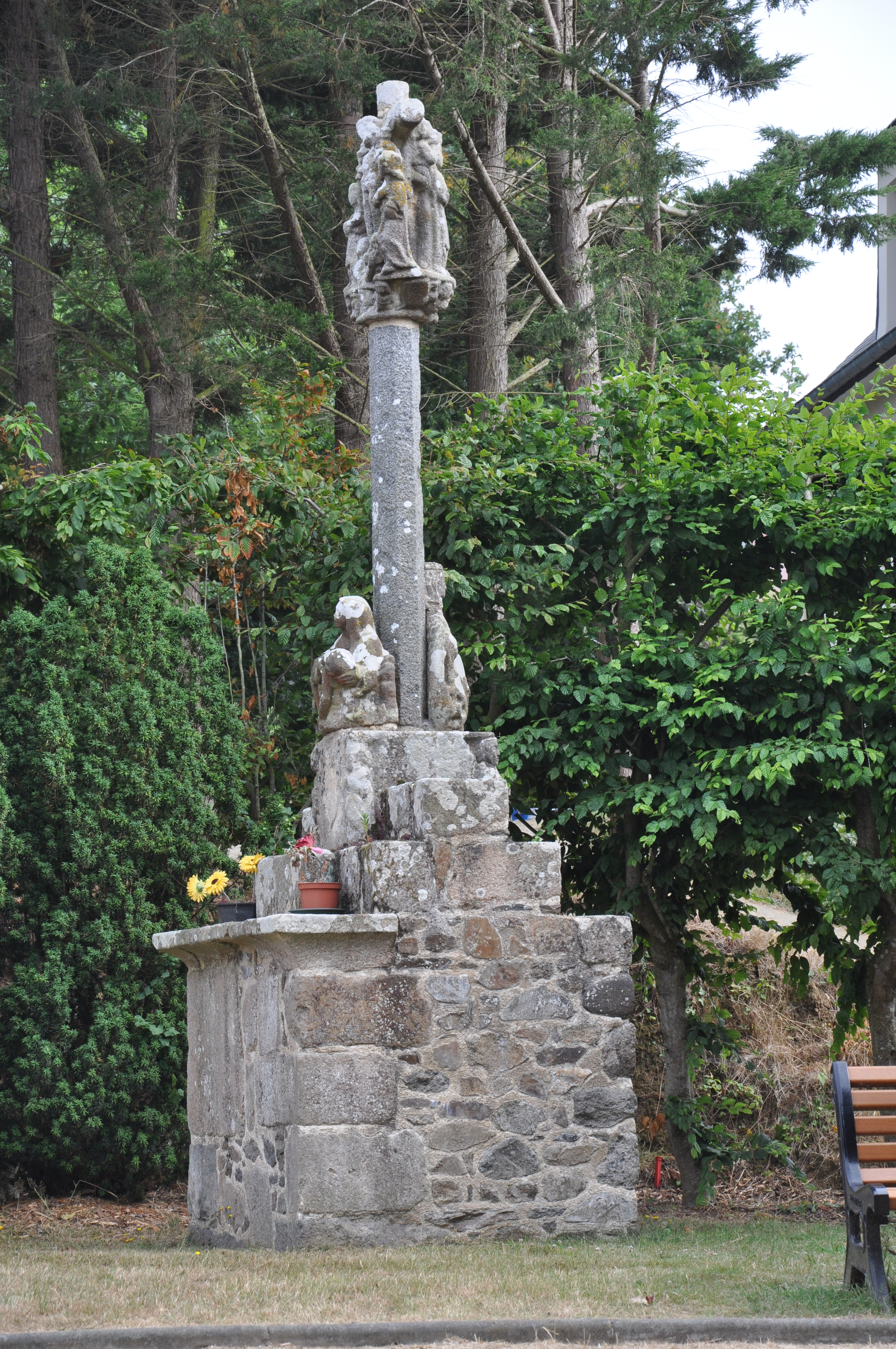
Calvaire de la rue Louais.

### Bâtiments civils

#### Manoirs
- Manoir du Bigneau ou Bignot : situé au 49, rue du Bignot à  Étables-sur-Mer. Construction du XVIIIe siècle, logis de plan rectangulaire en moellons de granite et schiste dans une cour fermée, l'ancienne élévation orientée sud/sud-ouest.  Bâtisse à 5 travées de baies régulières, couvertes d'un linteau à intrados en segment. Il comprend en son centre une tour, demi hors d'oeuvre de plan carré  abritant un escalier desservant les pièces de l'étage sous un toit en pavillon et un comble abrité sous un long toit à pans, avec pignons découverts à crossettes, ouvert à l'avant de trois lucarnes à croupes débordantes. À l'arrière se trouve un corps de bâtiment rapporté recouvert d'un toit brisé à croupes, percés de lucarnes à fronton. Pignon triangulaire et sommé de deux épis de faîtage en zinc.
- Manoir des Noës.
- Manoir de la Ville-Durand : dit parfois « Saint-Michel », construction des XIIIe siècle-XIVe siècle, sur la route de Landujan au 1, rue Favigo. Le premier propriétaire connu est François Lestic, anobli en 1548, par Henri II. Avant 1514, ce manoir est la propriété de Roland de Beaulieu. Mais en 1513, il appartient à la famille Callouel[21]. On accède au domaine par une grande porte cochère dont la porte piétonne du XIIIe siècle, ouvre sur une grande allée menant au logis dont les baies sont vitrées à petits carreaux. La tour d'escalier circulaire est en demi hors d'œuvre sur l'angle anterieur gauche. Tours d'angle, jardins clos[22]. Louis Marie Faudacq, peintre douanier en a réalisé un dessin à la plume et Henri Frotier de La Messelière en a fait un croquis date du 10 juillet 1930.
- Manoir de Sieurnes : logis en moellons de granite et schiste daté du XVIe siècle,  avec une tour d'escalier en demi hors d'œuvre sur élévation postérieure coiffée d'un toit en pavillon et d'un corps de bâtiment en retour d'équerre à droite, qui présente également une tour d'escalier circulaire sur l'angle droit et coiffée d'un toit conique. À l'entrée de la cour trône le colombier du domaine, coiffé d'un toit conique. Ce fief relevait de la seigneurie de la Roche-Suhart. Henri Frotier de La Messelière nous donne le nom de quelques propriétaires : au XVIe siècle à la famille James ; puis aux Le Veneur de Kerempat ; au XVIIe siècle à la famille de Carluer de Rumèdon ; aux Sieurnes par acquisition en 1700. À partir du XIXe siècle, aux Kersaint-Gilly de la Ville-Colvé (vicomte de Kersaintgilly)[23].

#### Les villas Legris
Entre 1897 et 1905, Oscar Legris, un industriel versaillais, fait construire à proximité de la plage des Godelins 17 villas qui portent toutes un prénom féminin : Amélie, Béatrix, Charlotte, Denise (aujourd'hui Saint-Denis), Élisabeth, Flore, Germaine (Henri), Henriette, Isabelle, Jeanne, (Ker Odon), Lucie, Madeleine (la Korrigane), Noémi, Olga, Praxède, Radegonde et Solange.

#### Autres villas
- la villa Le Caruhel, inscrite au titre des monuments historiques par arrêté du 12 juin 2009[25].
- La villa Ker Uhella, ainsi que celle de M. Guilbert et l'ancien hôtel des Godelins sont décorées par Isidore Odorico[24].

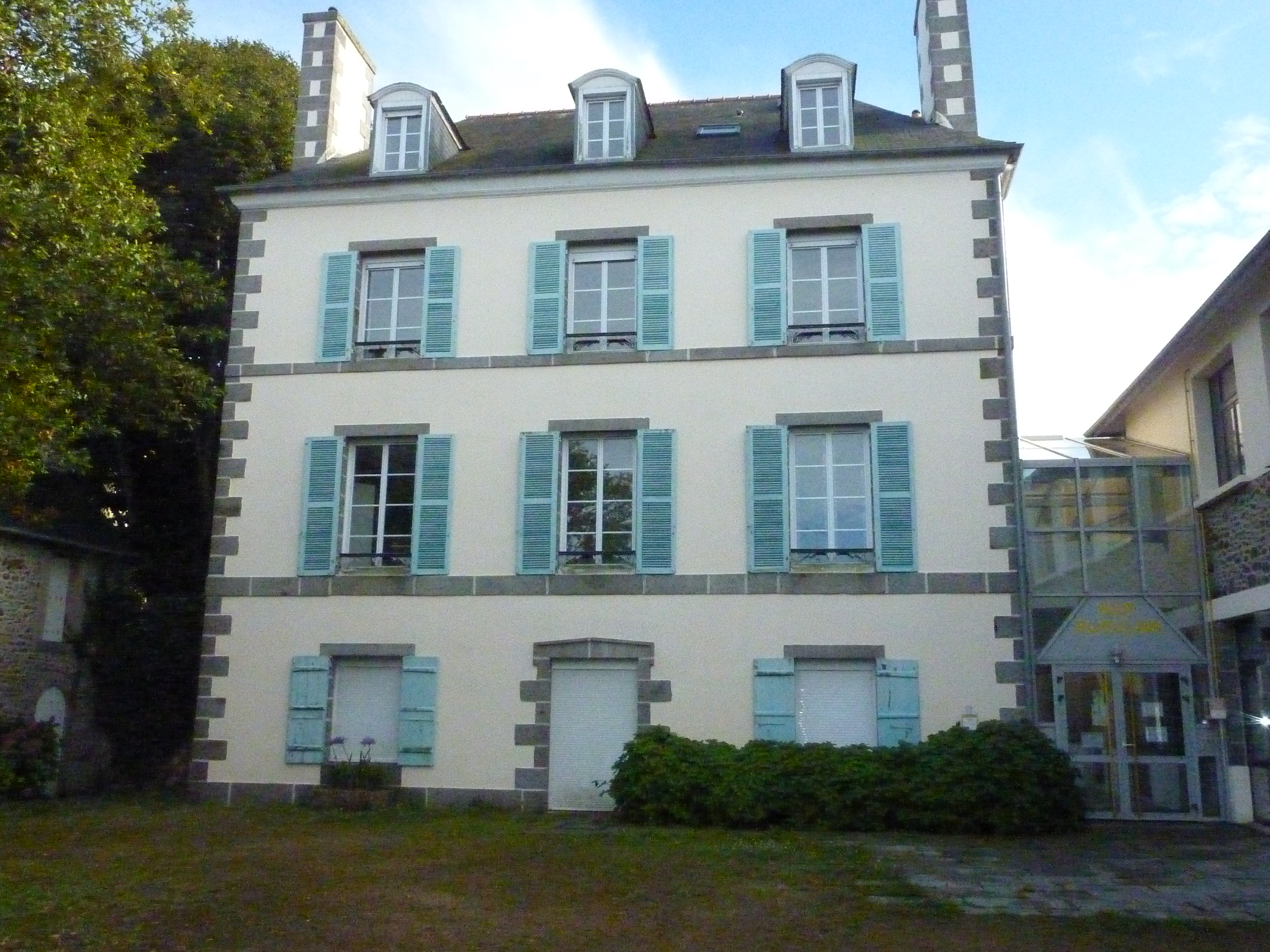
La villa Ker Ruellan, centre social communal.
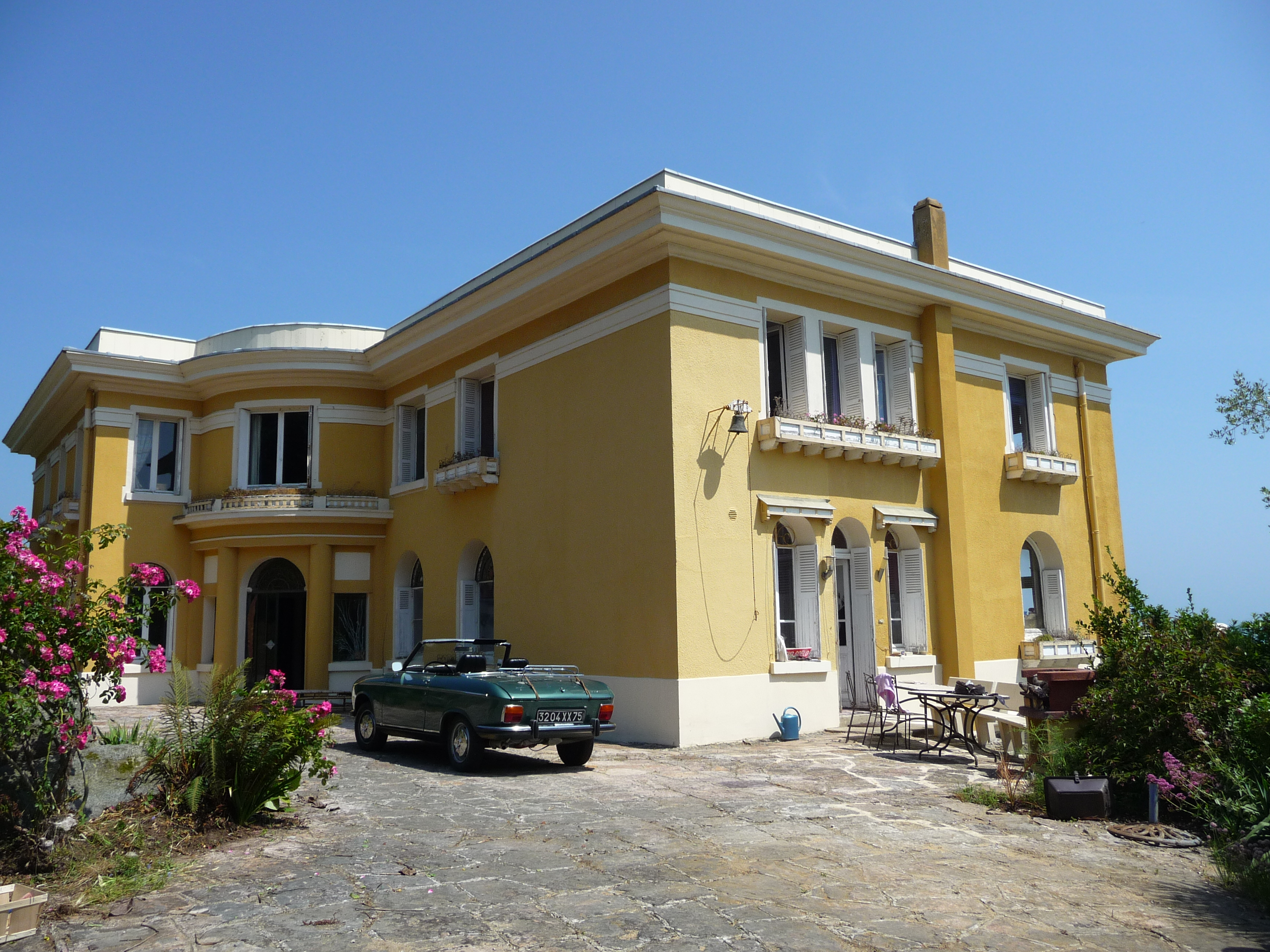
La villa Le Caruhel.

### Sites naturels

#### Plages
- la plage des Godelins :Oscar Legris monte les premières cabines de bain sur la plage des Godelins à partir de 1897. Il finance ensuite l'aménagement d'un quai[26],[24] ;
- la plage du Moulin ;
- la plage du Vau Chaperon ;
- la plage du corps de garde.

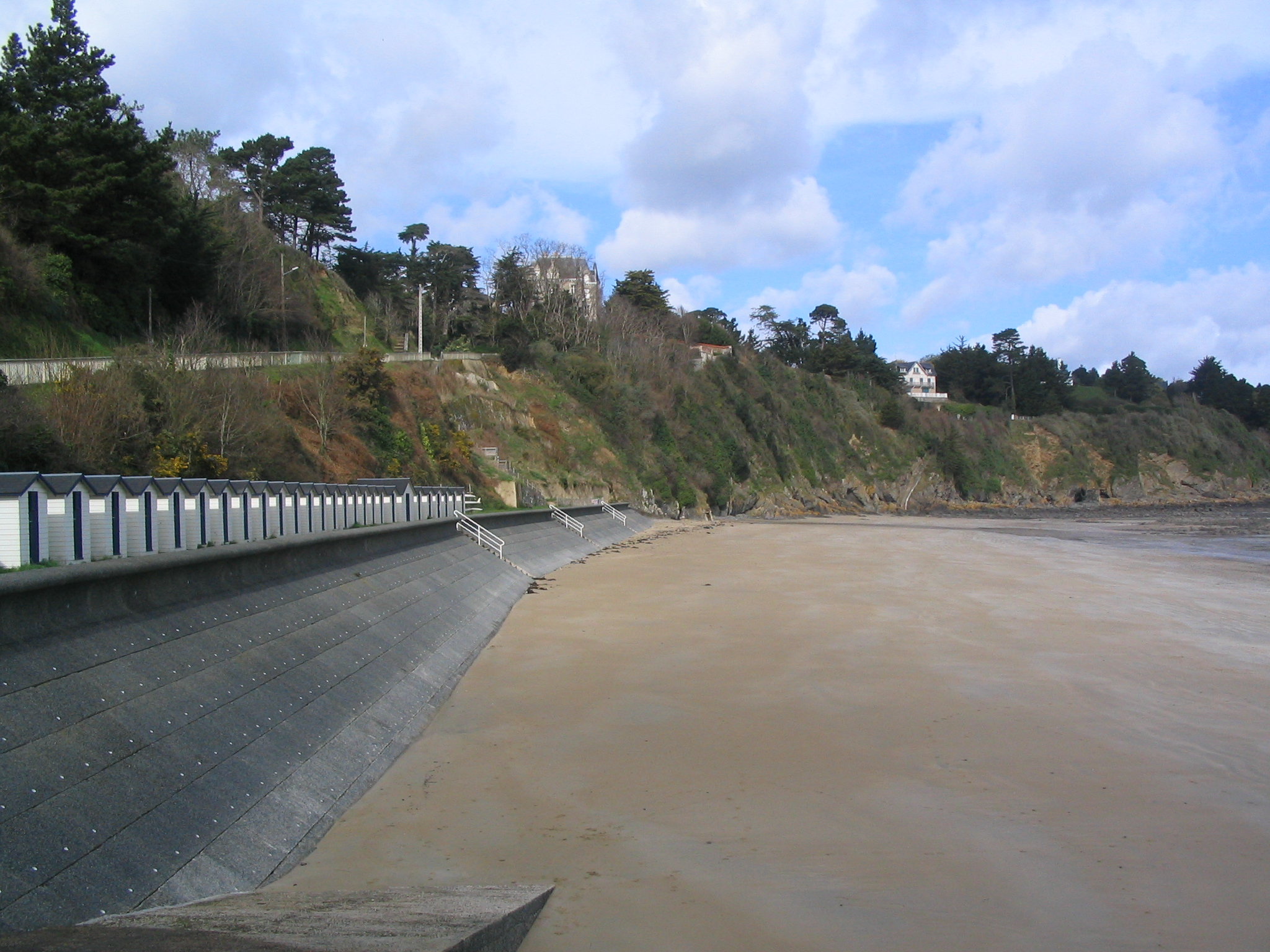
La plage des Godelins.
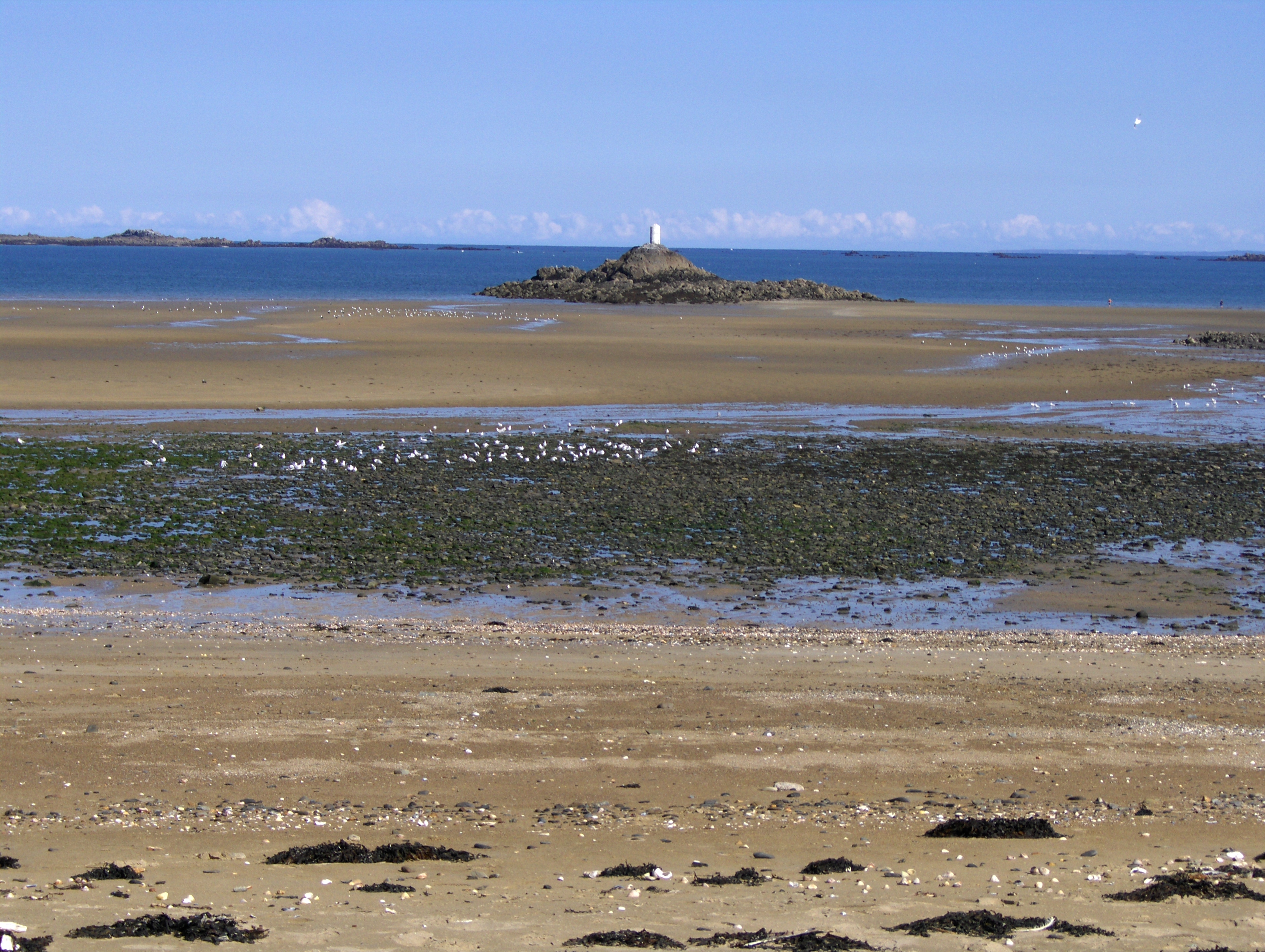
La plage du Moulin.

## Personnalités liées à la commune
- Eugène Anthiome, compositeur et professeur au Conservatoire national supérieur de musique et de danse de Paris, y est mort en 1916.
- René-Yves Creston, peintre et sculpteur, y est mort en 1964.
- Raymond Domenech et Estelle Denis, l'ex-sélectionneur de l'équipe de France (2004-2010) et son ex-compagne, journaliste sur M6, puis sur TF1 possèdent une résidence secondaire à Étables-sur-Mer[27].
- Mère Théodore Guérin (1798-1856), sainte catholique, fondatrice d'un ordre de religieuses aux États-Unis est née à Étables. Elle a été béatifiée par le pape Jean Paul II en 1998 et canonisée par le pape Benoît XVI le 15 octobre 2006.
- Marc Thiercelin, le skippeur français 2e du Vendée Globe en 1997, a notamment été de directeur du club de voile d'Étables au Godelin de 1983 à 1995.

## Héraldique
| Blason | Blasonnement : Gironné d'argent et de gueules. |